# Alfred Muzzolini

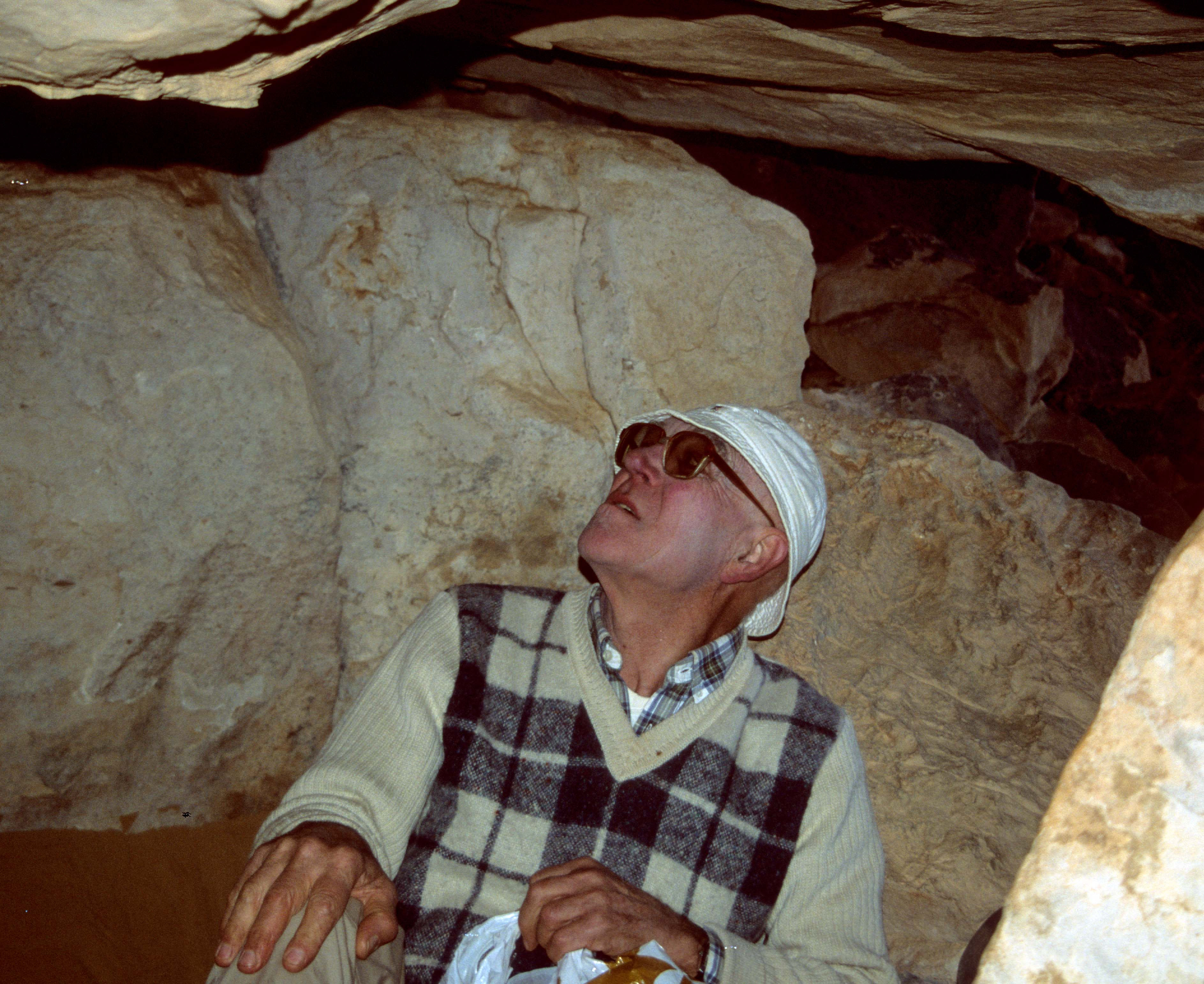
Alfred Muzzolini

Alfred Muzzolini (* 5. Januar 1922 in Magnano, Italien; † 16. Februar 2003 in Toulouse, Frankreich) war ein französischer Geologe, Prähistoriker und Verleger, der sich insbesondere mit der Felsbildkunst der Sahara beschäftigte.

## Leben
Muzzolini besuchte eine katholische Schule und studierte anschließend an der École nationale supérieure de géologie in Nancy. Er schloss dort mit einer Diplomarbeit als Ingenieur im Fach Geologie ab. Nachdem er seine Karriere als Geologe in der Diamantenindustrie in Afrika beendet hatte, zog er sich nach Toulouse zurück. Dort gründete er das Verlagshaus Éditions des Hespérides, das auf die Herausgabe von Büchern zur Archäologie spezialisiert war und später von den Éditions Errance übernommen wurde. Zu seinen Autoren zählten Henri Lhote und Gabriel Camps. Bei Gabriel Camps wurde er mit seiner Arbeit Das Rind in der afrikanischen Vorgeschichte promoviert.
Muzzolinis weitere Arbeiten befassten sich vor allem mit der Chronologie der Felsbilder der Sahara, der Entwicklung des Klimas in dieser Wüste und den Ursprüngen der afrikanischen Haustiere Rind und Schaf. Er bestätigte erneut die stilistischen Klassifikationen von Henri Lhote und Fabrizio Mori, die auf den Ritzungen und Felsmalereien im Tassili n'Ajjer in Algerien und im Tadrart Acacus im Südwesten von Libyen beruhten und die sich lediglich im Stil von den Zeichnungen der Hirten der zentralen Sahara unterscheiden.
Zusammen mit Giancarlo Negro gründete er die Zeitschrift Sahara Journal und war 1991 Gründungspräsident der Association des amis de l’art rupestre saharien (AARS).

## Veröffentlichungen (Auswahl)
- L’Art rupestre préhistorique des massif centraux sahariens. (= British Archaeological Reports International Series 318). Oxford 1986, ISBN 0-86054-406-0.
- Les images rupestres du Sahara. Selbstverlag, Toulouse 1995 (Inhaltsverzeichnis). Als Datei: Video/Istor 2000.